# Armand Swartenbroeks
Armand Swartenbroeks est un footballeur et médecin belge, et bourgmestre de Koekelberg, né le 30 juin 1892 à Laeken, Bruxelles (Belgique) et mort le 3 octobre 1980 à Koekelberg.
Il a évolué au poste d’arrière gauche au Daring Club de Bruxelles et en sélection nationale. En 1920 il remporte avec la première génération dorée du football belge la médaille d'or aux Jeux olympiques d'Anvers en 1920. Il sera promu capitaine de l'équipe nationale (les Diables Rouges) en 1922 et le restera jusqu'à sa retraite internationale le 11 mars 1928.

## Biographie
Arrmand Swartenbroeks est né à Laeken le 30 juin 1892. Mais ses parents s’installent bien vite à Koekelberg pour y ouvrir une épicerie dans l’avenue de Jette (à proximité de la place Simonis). Élève brillant, il entame des études de médecine à l’ULB (Université libre de Bruxelles) en 1910 .
La Première guerre mondiale interrompt sa carrière sportive et sa formation en médecine. Au front, il met sa formation en médecine au service des blessés. En cette période sombre, il redonne aussi de l’espoir aux soldats en participant à des matches de football, où se retrouvent quelques internationaux militaires belges. Cette équipe, baptisée "Front Wanderers", récolte des fonds et voit des joueurs comme Louis Van Hege, l’ancien buteur de l’AC Milan, ou Hector Goetinck, rejoindre ses rangs. Les Front Wanderers prestent à un très haut niveau et rencontrent d’autres équipes. Ils sont invités en Angleterre, en France en Italie et disputent en tout 16 matches. Cette cohésion sera le creuset dans lequel va s’épanouir l’équipe belge après la guerre et posera les jalons de la victoire au tournoi olympique de 1920. La guerre terminée, il achève ses études en médecine et retourne au Daring .
Au football, très bon défenseur, il est considéré comme l'un des meilleurs de son époque à son poste. Sa solidité, sa vision du jeu, son bon jeu de tête et son excellent placement faisaient de lui un pilier défensif nécessaire, aussi bien pour son club que pour l'équipe nationale, mais sa rapidité, son agilité et sa bonne qualité de passe faisaient aussi de lui un apport offensif important, comme le montrent ses 28 buts avec le Daring Club de Bruxelles. Reconnu pour son fair-play, il fut décoré de la médaille du mérite sportif de la fédération royale néerlandaise de football pour avoir délibérément raté un penalty qu'il pensait inexistant durant une confrontation avec les Pays-Bas. Il a joué 53 matchs pour l'équipe nationale belge de football. A l’époque, il est considéré comme l’un des meilleurs défenseurs d’Europe .
Le 12 juin 1925, la page de couverture du Pourquoi pas ? (hebdomadaire national à fort tirage) publie son portrait  dessiné par le caricaturiste Jacques Ochs .
Il est surnommé le "Docteur rouge" en raison de son doctorat en médecine et de son engagement social de gauche.
En 1930, Armand Swartenbroeks cesse de jouer au football et se consacre entièrement à sa carrière de médecin. Il est également actif politiquement pour le parti libéral communal. Dans les années 1950, il devint, sous le bourgmestre Oscar Bossaert, échevin de l’enseignement. Les aménagements de l'Athénée Royal de Koekelberg avenue de Berchem-Sainte-Agathe et rue Omer Lepreux sont l'une de ses réalisations, et il sera longtemps membre du pouvoir organisateur (système éducatif en Belgique) .
En 1956, il succède à son ancien coéquipier du Daring Club le footballeur et industriel Oscar Bossaert (du Parti libéral) comme bourgmestre de Koekelberg, position qu'il occupera jusqu'en 1971.
Une école à Koekelberg porte son nom.

## Au théâtre
En décembre 2022, le Centre culturel de Nivelles présente la pièce de théâtre Armand , inspirée de la vie d'Armand Swartenbroeks, sur un texte de Marc Hendrickx & Dirk Dobbeleers, avec l'acteur Kevin Van Doorslaer , et mise en scène par Yoeri Lewijze .

## Palmarès
- 53 sélections (record jusqu’en 1938, dépassé alors par Bernard Voorhoof), de 1913 à 1928 (à 36 ans)
- Champion olympique en 1920 à Anvers
- Champion de Belgique en 1912, 1914 et 1921 avec le Daring Club de Bruxelles

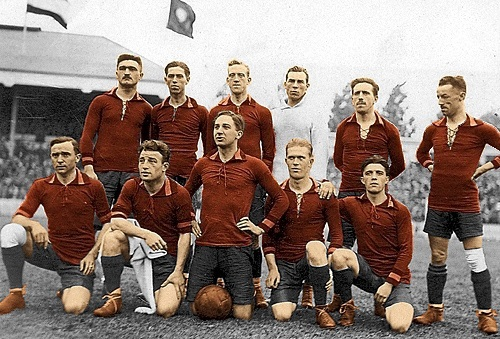
Les Belges champions olympiques en septembre 1920, Armand Swartenbroeks est le premier debout en partant de la gauche.